# Chloroclystis olivata
Chloroclystis olivata là một loài bướm đêm trong họ Geometridae.